# Sarduri III
Sarduri III, Sardur III – król Urartu w latach 639–625 p.n.e., syn Rusy II.
W momencie objęcia tronu przez Sarduriego III Urartu było już na tyle osłabione, że popadło w zależność od Asyrii, gdzie panował wówczas Aszurbanipal. Prawdopodobnie zależność ta miała charakter polityczny i gospodarczy. Sarduri III nazywał Aszurbanipala swoim panem, o czym świadczy wzmianka w rocznikach asyryjskich z 638 roku p.n.e.:
„...Isztarduri, król Urartu, [...] moim przodkom, zawsze pisali brat, teraz zaś Isztarduri, usłyszawszy o mocy i czynach, [...] jak syn do swego ojca pisze: pan, tak i on, zgodnie z tym, zaczął stale pisać: królowi, mojemu panu”.
O ostatnim okresie istnienia Urartu zachowało się mało informacji. Przypuszczalnie stolica za panowania Sarduriego III była już przeniesiona do Tejszebaini, ponieważ Urartyjczycy stracili kontrolę nad centralną częścią państwa. Z czasów Sarduriego III zachowały się dwie tabliczki gliniane, dotyczące spraw gospodarczych. Zostały odkryte podczas prac archeologicznych na wzgórzu Karmir Blur.
| | |
| Tabliczka odkryta w 1949 roku Tekst zawiera rozkaz królewski o podziale ziem, na dole – odbitka pieczęci cylindrycznej. | Tabliczka znaleziona w 1956 roku Tekst informuje o wysłaniu robotników z sześcioma wołami do pracy w winnicy. |